# Tanaecia martigena
Tanaecia martigena är en fjärilsart som beskrevs av Gustav Weymer 1887. Tanaecia martigena ingår i släktet Tanaecia och familjen praktfjärilar. Inga underarter finns listade i Catalogue of Life.